# 世界が君を必要とする時が来たんだ/英雄の歌
『世界が君を必要とする時が来たんだ/英雄の歌』（せかいがきみをひつようとするときがきたんだ/えいゆうのうた）は、オーイシマサヨシの5作目のシングル。2020年6月3日にポニーキャニオンより発売された。
当初は2020年5月20日に発売予定だったが、新型コロナウイルス感染拡大の影響で延期された。

## 概要
前作『楽園都市』から10か月でのリリース。通常盤と初回限定盤の2形態で発売された。初回限定盤には「世界が君を必要とする時が来たんだ」「楽園都市」のそれぞれのミュージックビデオに加えて、「楽園都市」のライブ映像が収録されたBlu-rayが付属する。また、当初の発売予定日だった2020年5月20日には「世界が君を必要とする時が来たんだ」の先行配信が開始された。
「世界が君を必要とする時が来たんだ」はテレビアニメ『トミカ絆合体 アースグランナー』オープニングテーマ。「英雄の歌」はアニメ映画『モンスターストライク THE MOVIE ルシファー 絶望の夜明け』主題歌となっていた。

## 収録曲
| 全作詞・作曲: 大石昌良。 |                                                |          |            |      |
| #                        | タイトル                                       | 作詞     | 作曲・編曲 | 時間 |
| 1.                       | 「世界が君を必要とする時が来たんだ」           | 大石昌良 | 大石昌良   | 3:44 |
| 2.                       | 「英雄の歌」                                   | 大石昌良 | 大石昌良   | 4:06 |
| 3.                       | 「世界が君を必要とする時が来たんだ」(TV edit.) | 大石昌良 | 大石昌良   | 1:33 |
| 4.                       | 「世界が君を必要とする時が来たんだ」(KARAOKE)  | 大石昌良 | 大石昌良   | 3:44 |
| 5.                       | 「英雄の歌」(KARAOKE)                          | 大石昌良 | 大石昌良   | 4:04 |
| 合計時間:                | 合計時間:                                      | 17:11    |            |      |

| #  | タイトル                                             | 作詞 | 作曲・編曲 |
| -- | ---------------------------------------------------- | ---- | ---------- |
| 1. | 「世界が君を必要とする時が来たんだ」(Official Video) |      |            |
| 2. | 「楽園都市」(Official Video)                         |      |            |
| 3. | 「楽園都市」(Live From 2019.7.11 Zepp DiverCity)     |      |            |

## ミュージック・ビデオ
世界が君を必要とする時が来たんだ
監督 安井塑宇
オーイシの他、アニメ内キャラクター「グランナー」の2人と、『オーイシ×加藤のピザラジオ』で共演している加藤純一が出演している。
英雄の歌
監督 フカツマサカズ
オーイシが暗闇の中で歌う映像となっている。このMVは、YouTubeにて公開されているのみで、初回限定盤などには収録されていない。

## タイアップ
世界が君を必要とする時が来たんだ
テレビアニメ『トミカ絆合体 アースグランナー』オープニングテーマ
英雄の歌
アニメ映画『モンスターストライク THE MOVIE ルシファー 絶望の夜明け』主題歌